# Hoornsedijk
Hoornsedijk is een buurtschap in de gemeente Groningen in de Nederlandse provincie Groningen, gelegen ten westen van het dorp Haren, waarvan het wordt gescheiden door de snelweg A28. Het ligt uitgespreid langs de vroegere oude loop van het Hoornsediep en langs de Meerweg ten zuidwesten daarvan, ten noorden van de Schipsloot. Vroeger lag ten oosten van de buurtschap een draaibrug over het Noord-Willemskanaal, alsook een tol.
Hoornsedijk is ook de benaming van de oude westelijke dijk langs het Hoornsediep, waaroverheen vroeger de Paterswoldseweg liep en die naar het noorden loopt vanaf de buurtschap tot aan het Knooppunt Julianaplein. Het zuidelijk deel hiervan is een van de meest gewaardeerde onderdelen van de weg rond het Paterswoldsemeer en bevat nog drie buurtjes: Een bij de instroom van het Hoornsediep in het Noord-Willemskanaal (vroeger vormde dit buurtje een geheel met de buurtschap), een bij een meander van het Hoornsediep, waar ook een camping ligt en een nog wat noordelijker bij de Nijveensterkolk, waar de poldermolen De Helper staat. Het stuk tussen het Hoornsediep en het Noord-Willemskanaal werd in de jaren 1970 opnieuw opgespoten.
Een deel van deze dijk stond ook bekend onder de naam Neerwoldschedijk, naar Neerwolde.
Er was tot halverwege de 20e eeuw ook een gehucht met de naam Hoornschedijk aan de Paterswoldseweg tussen de buurtschap De Hoorn en de stad Groningen, op de plek waar nu het parkje ligt aan de Paterswoldseweg ten oosten van het kantorencomplex tegenover Martiniplaza. Vroeger stond hier ook een zaagmolen.

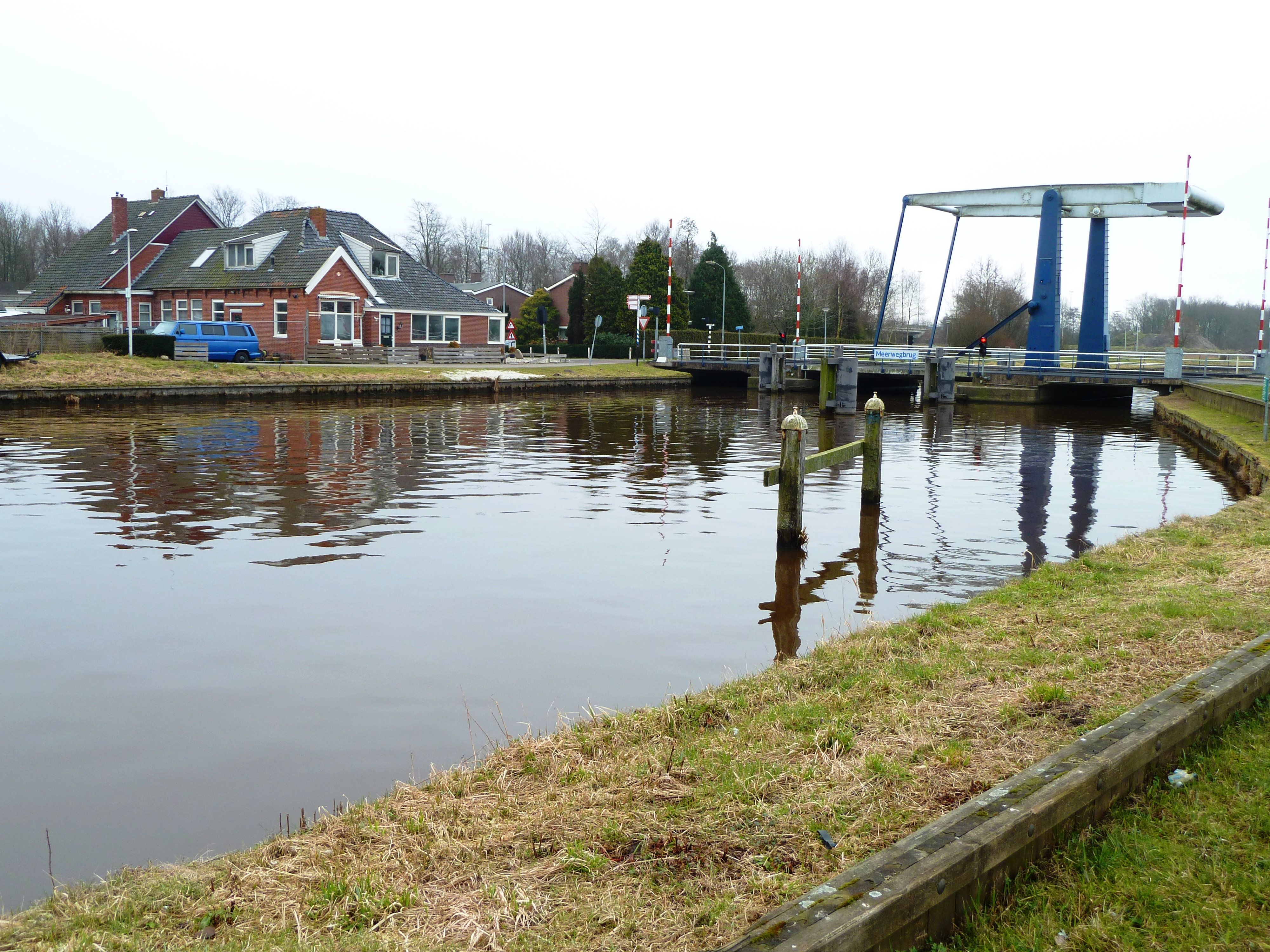
De Meerwegbrug nabij Hoornsedijk
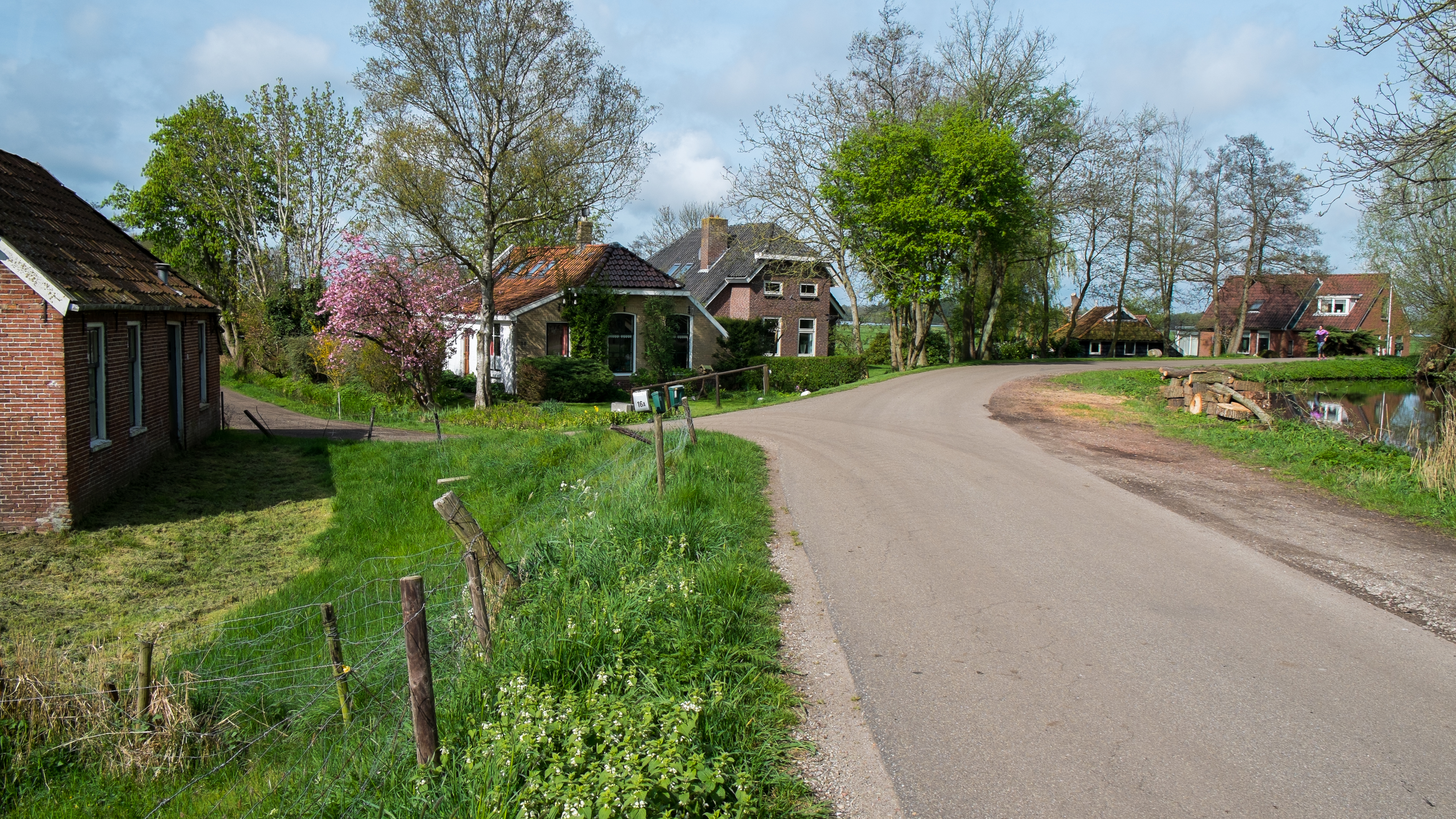
Het buurtje tussen de Nijveensterkolk en de buurtschap Hoornsedijk
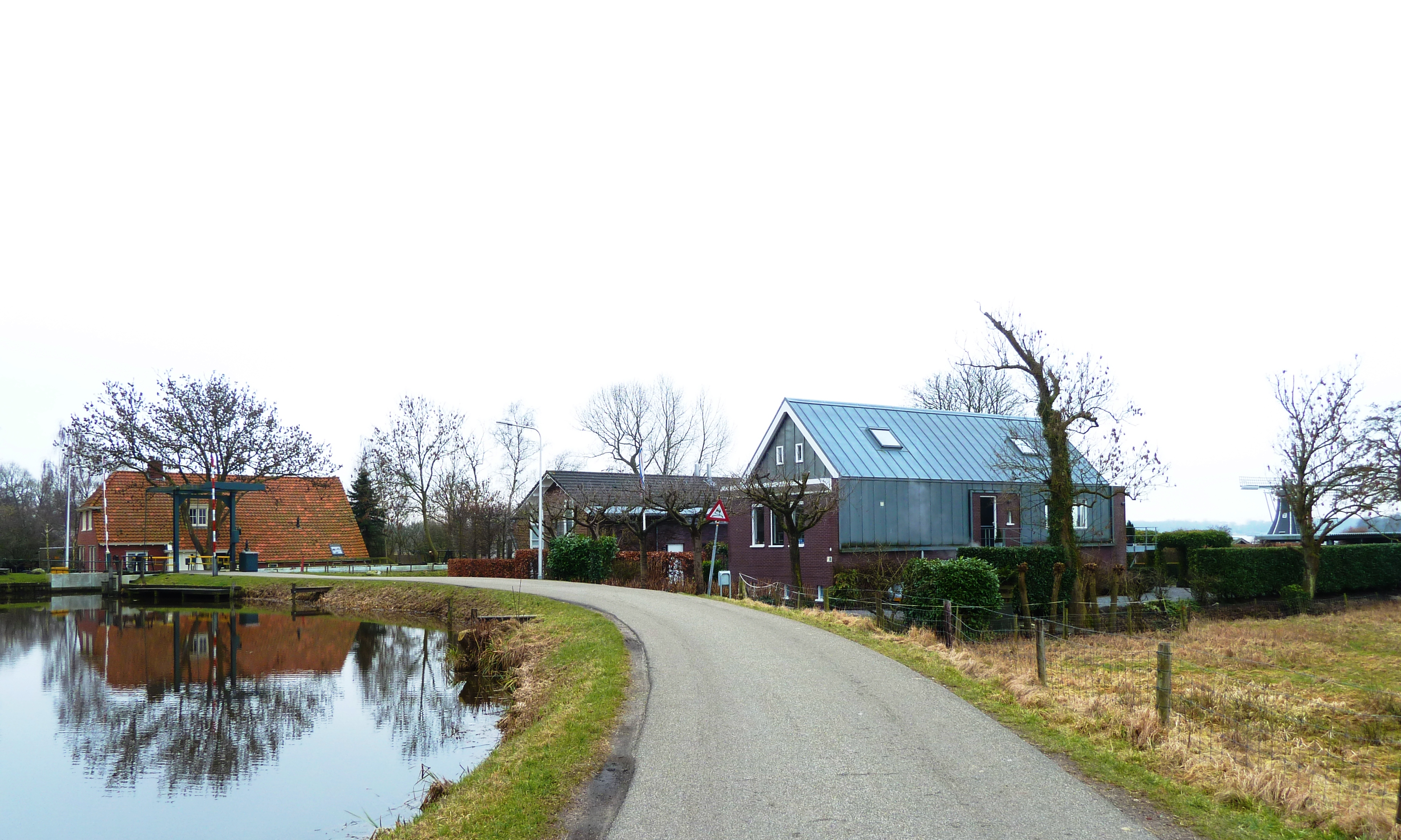
Buurtje rond de Nijveensterkolk met rechts op de achtergrond de poldermolen De Helper
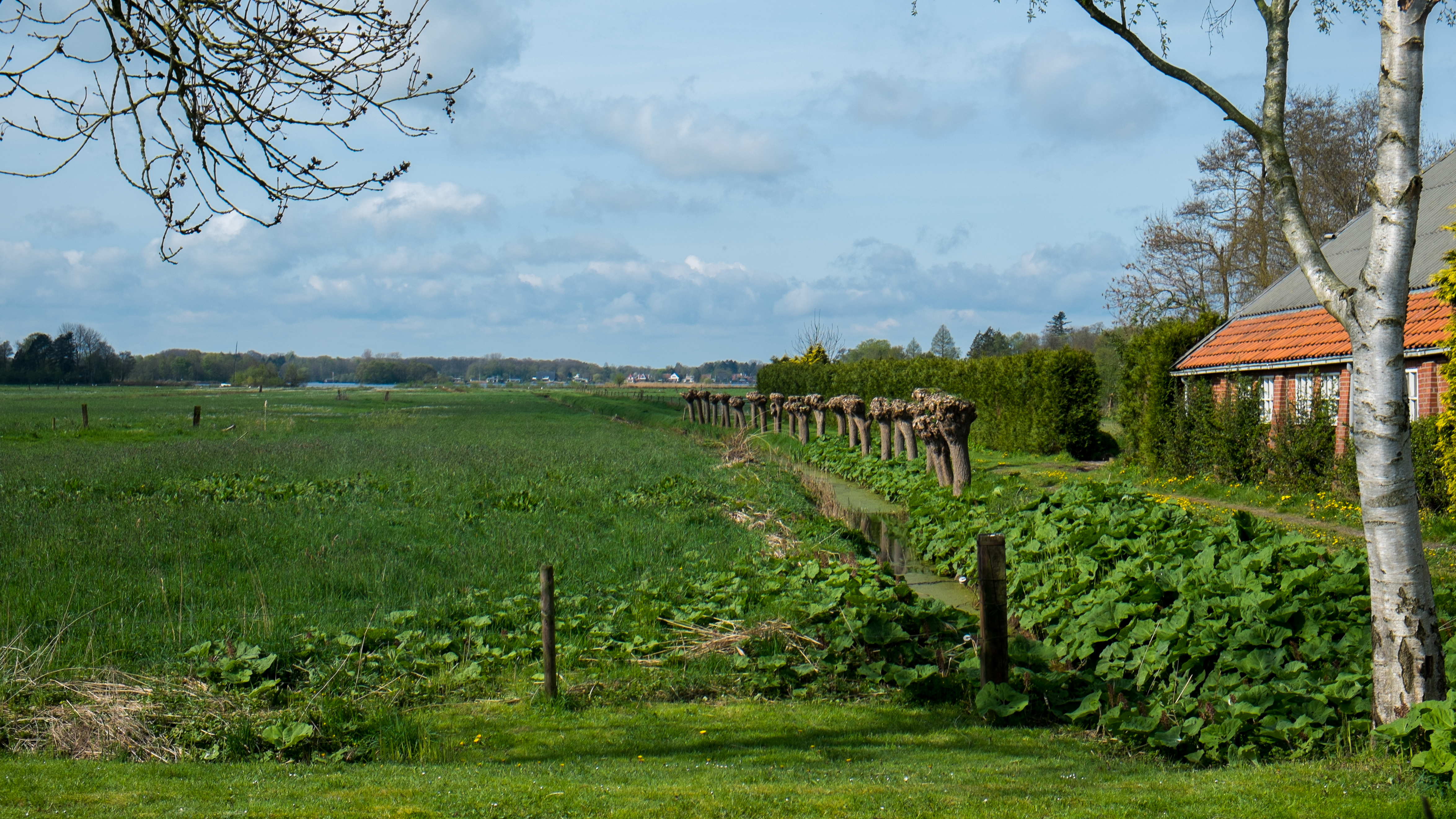
Gezicht over het landschap naast de Hoornsedijk
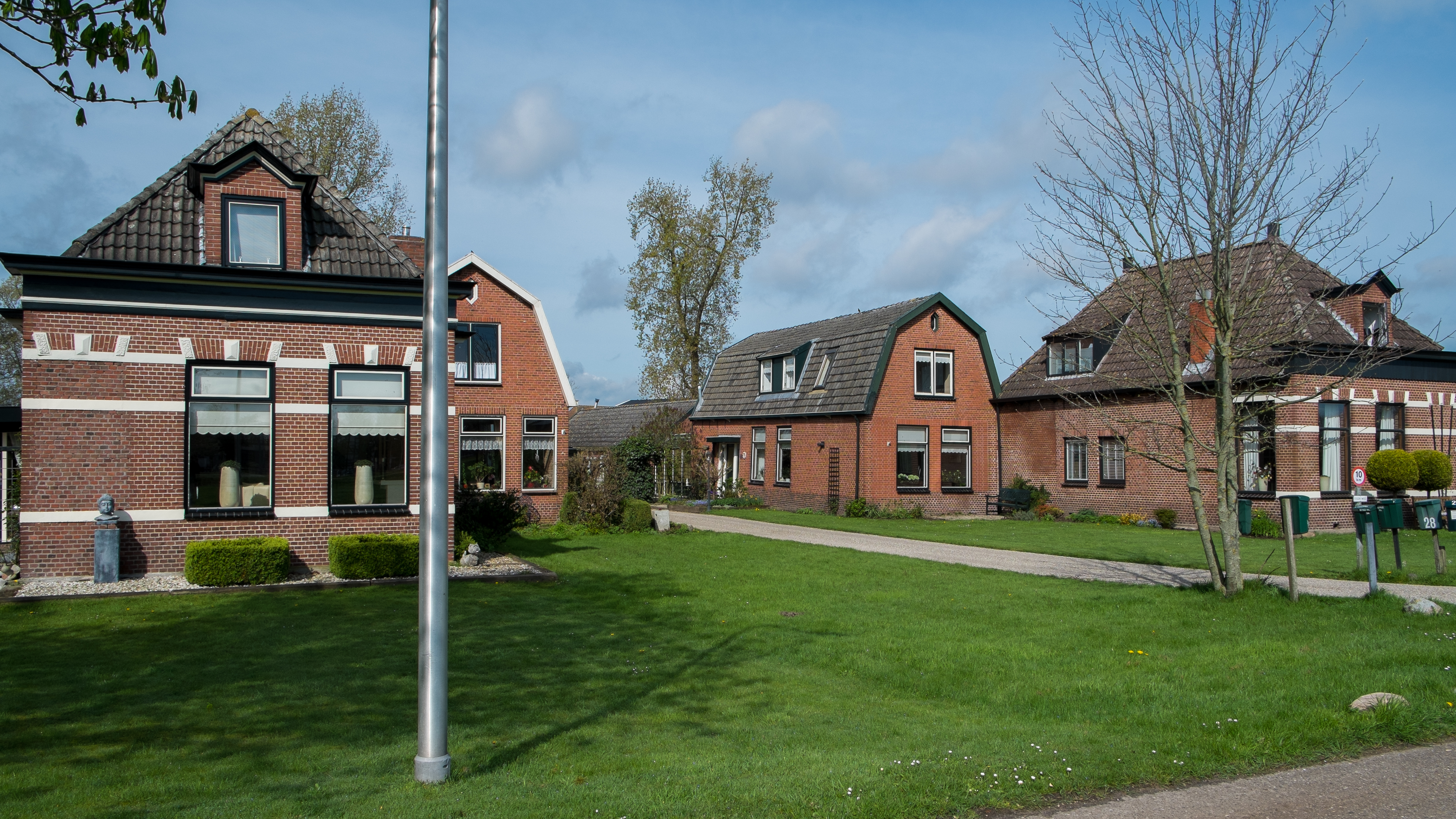
Twee aan elkaar gespiegelde huizen uit 1911
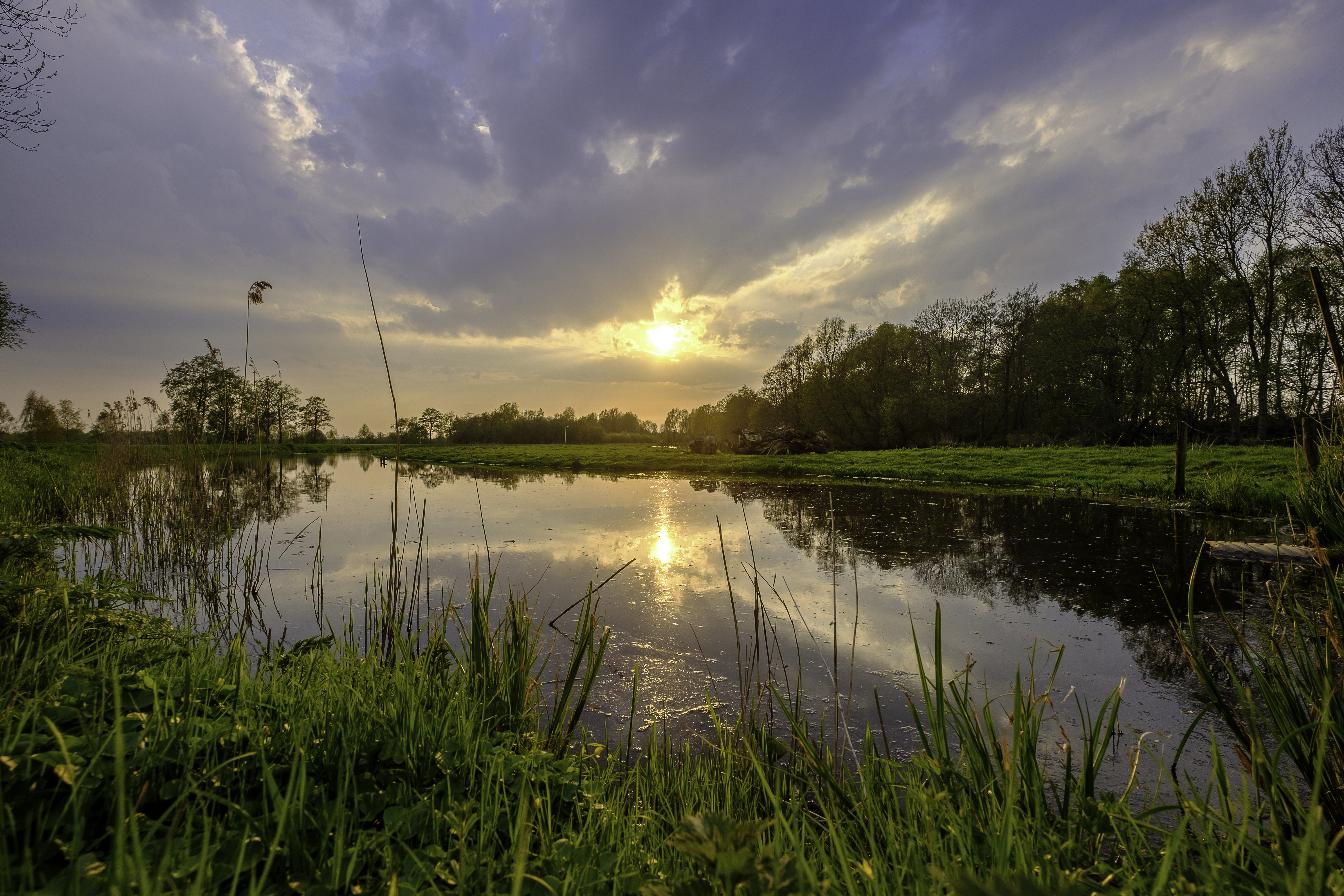
Hoornsediep bij avond